# Bojayá (rijeka)
Bojayá je rijeka u Kolumbiji, pritoka rijeke Atrato. Pripada slijevu Karipskog mora.